# Бригада армейской авиации 3-й пехотной дивизии
Бригада армейской авиации 3-й пехотной дивизии (англ. Combat Aviation Brigade, 3rd Infantry Division) — тактическое соединение Армейской авиации США. Находится в составе 3-й пехотной дивизии Армии США. Дислоцируется на военной базе Форт-Стюарт, возле Хинесвилла, штат Джорджия.
Сокращённое наименование в английском языке — 3ID CAB.

## История
Первоначально именовавшаяся 3-й авиационной ротой, 3-я бригада армейской авиации была активирована и приписана к 3-й пехотной дивизии 1 июля 1957 года в Форт-Беннинге, штат Джорджия. Двадцать семь лет спустя, 16 ноября 1984 года, БрАА была временно активирована как первая в армии США бригада армейской авиации в составе механизированной пехотной дивизии. Бригада была официально активирована 15 марта 1985 года и получила наименование 4-й бригады 3-й пехотной дивизии, а затем была инактивирована 16 августа 1991 года. Она была восстановлена 16 февраля 1996 года в Форт-Стюарт, штат Джорджия, в рамках переименования 24-й пехотной дивизии (механизированной) в 3-ю пехотную дивизию (механизированную) (3rd Infantry Division (Mechanized)). 
В феврале 1998 года 3-я бригада армейской авиации была развёрнута в Кувейте в рамках миссии 3-й пехотной дивизии по поддержке операции «Гром пустыни». В то время бригада была организована для обеспечения 3-й пехотной дивизии маневренной бригадой, состоящей из батальона ударных вертолётов, батальона авиации общей поддержки и кавалерийского (разведывательного) эскадрона.
С сентября 2000 года по октябрь 2001 года подразделения браа 3-й пд были направлены в Боснию и Герцеговину для участия в 8-й и 9-й операциях Сил стабилизации (SFOR) и обеспечения выполнения Дейтонских мирных соглашений. Силы стабилизации имеют единое командование и находятся под руководством НАТО, под политическим руководством и контролем Североатлантического совета Альянса, как это предусмотрено мирным соглашением.

### Иракская война
Менее чем через год после 11 сентября 3-я бригада развернулась в Кувейте в поддержку OIF. 20 марта 2003 года вертолёты бригады участвовали в основных действиях 3-й пехотной дивизии во время марша на Багдад. Во время сражения под Насирией бригада сформировала боевое пространство, чтобы 3-я бригада 3-й пехотной дивизии уничтожила вражеские подразделения в районе моста шоссе № 1 и авиабазы Таллил. После падения Багдада бригада продолжала играть жизненно важную роль в продолжающейся борьбе за безопасность города и страны.
В 2004 году подразделение было переформировано в первую модульную боевую авиационную бригаду армии США. Вскоре после этого, в январе 2005 года, бригада была развёрнута в Ираке для поддержки операции «Иракская свобода III». Бригада значительно увеличила свою способность действовать 24 часа в сутки в течение неопределенного периода времени, обеспечив беспрецедентный уровень боевой мощи авиации дивизии. Бригада налетала более 80 000 часов, выполняя более 26 000 боевых задач.
В мае 2007 года, в рамках операции «Всплеск» (Surge), 3-я бригада вновь была развёрнута в Ираке, на этот раз для поддержки операции «Иракская свобода V». Во время операции «Всплеск» перед 3-й бригадой АА была поставлена задача поддержать основную миссию Многонациональной дивизии «Центр» по прекращению потока катализаторов в Багдад. За 15 месяцев службы бригада провела более 250 воздушных атак, в результате которых было арестовано и захвачено множество ценных целей и других вражеских боевиков, а также выполнила 5700 операций по оказанию медицинской помощи коалиционным силам, иракской армии и местным жителям. На долю бригады приходится 64 % убитых в бою противников Многонациональной дивизии «Центр» и более 80 раненых в бою. Бригада также перебросила на поле боя более 205 000 человек личного состава и 21 миллион фунтов грузов.

### Война в Афганистане
3-я бригада АА вернулась на армейский аэродром Хантер в августе 2008 года, готовясь к очередному развертыванию. Менее чем через восемь месяцев после того, как стало известно о новой миссии в Афганистане, 3-я бригада армейской авиации, реорганизованная в оперативную группу «Сокол», присоединилась к переброске в Афганистан в ноябре 2009 года. Прибытие 3-й бригады армейской авиации ознаменовало новую главу для бригады и 3-й пехотной дивизии, поскольку бригада армейской авиации стала первым подразделением дивизии размером с бригаду, служившим в OEF X. Оперативная группа «Сокол» налетала более 160 000 боевых часов и оказывала столь необходимую гуманитарную помощь как в Афганистане, так и в Пакистане.
9 января 2010 года оперативная группа «Сокол» приняла на себя ответственность за операции обычной винтокрылой авиации армии США в рамках региональных командований — Южного, Юго-Западного и Западного — по поддержке американских сил обычных и специальных операций, Международных сил содействия безопасности и Афганских национальных сил безопасности. Группа «Сокол» обеспечивала непрерывное наступление, разведку и охрану, медицинскую эвакуацию, транспортировку персонала и грузов, восстановление сбитых самолётов, а также преднамеренные и поспешные воздушные атаки в поддержку наземных сил. Оперативная группа «Сокол» обеспечила гибкость и свободу маневра, чтобы позволить наземным силам расширить свои операции по обеспечению безопасности и помочь Силам национальной безопасности ИРИ в проведении независимых операций. Совместные миссии сыграли важную роль в оказании помощи правительству Исламской Республики Афганистан в достижении его цели по обеспечению независимой безопасности народа Афганистана.
Во время операции «Несокрушимая свобода XIII» оперативная группа «Сокол» налетала более 100 000 часов, в среднем почти 12 000 часов в месяц в разгар боевого сезона, и поддержала 625 целенаправленных операций, 2000 миссий MEDEVAC (эвакуации раненых), перевезла 4,9 миллиона фунтов груза и 15 000 человек личного состава.
Оперативная группа «Сокол» расширила возможности предыдущих подразделений, одновременно утверждая их наследие благодаря инновациям и прогрессу. В самолётах MEDEVAC было расширено использование переливания крови во время полёта и добавлены медики задней стенки и медсёстры неотложной реанимации для проведения операций по спасению жизни. Оперативная группа досрочно завершила закрытие крупнейшей передовой оперативной базы регионального командования «Юг» в ходе OEF XIII — передовой оперативной базы «Росомаха», обеспечив при этом постоянную авиационную поддержку в провинции Забуль. В апреле 2010 года, когда внезапный град посадил на мель 84 вертолёта в Кандагаре, оперативная группа отремонтировала все повреждённые самолёты в течение 3 недель без перерыва в воздушной поддержке своих товарищей на земле, что продемонстрировало непревзойденную преданность ремонтников ОГ «Сокол».
Хотя поездка оперативной группы «Сокол» была отмечена успехами и прогрессом афганских сил, она не обошлась без гибели семи воинов «Сокол».